# RFL Championship 1895-96
La Northern Rugby Football Union Championship de 1895-96 fue la temporada inaugural del torneo de rugby league más importante de Inglaterra.

## Formato
Los clubes se enfrentaron en un formato de todos contra todos en condición de local de y de visitante, al finalizar el torneo, el equipo que obtuvo más puntos se coronó como campeón del torneo.
Se otorgaron 2 puntos por el triunfo, 1 por el empate y ninguno por la derrota.

## Desarrollo

### Tabla de posiciones
| Pos. | Equipo                | Encuentros | Encuentros | Encuentros | Encuentros | Tantos | Tantos | Tantos | Puntos |
| Pos. | Equipo                | PJ         | PG         | PE         | PP         | F      | C      | Dif    | Puntos |
| ---- | --------------------- | ---------- | ---------- | ---------- | ---------- | ------ | ------ | ------ | ------ |
| 1.º  | Manningham F.C        | 42         | 33         | 0          | 9          | 367    | 158    | +209   | 66     |
| 2.º  | Halifax RLFC          | 42         | 30         | 5          | 7          | 312    | 139    | +173   | 65     |
| 3.º  | Runcorn RFC           | 42         | 24         | 8          | 10         | 314    | 143    | +171   | 56     |
| 4.º  | Oldham RLFC           | 42         | 27         | 2          | 13         | 374    | 194    | +180   | 56     |
| 5.º  | Brighouse Rangers RFC | 42         | 22         | 9          | 11         | 247    | 129    | +118   | 53     |
| 6.º  | Tyldesley FC          | 42         | 21         | 8          | 13         | 260    | 164    | +96    | 50     |
| 7.º  | Hunslet F.C.          | 42         | 24         | 2          | 16         | 279    | 207    | +72    | 50     |
| 8.º  | Hull FC               | 42         | 23         | 3          | 16         | 259    | 158    | +101   | 49     |
| 9.º  | Leigh Centurions      | 42         | 21         | 4          | 17         | 214    | 269    | −55    | 46     |
| 10.º | Wigan                 | 42         | 19         | 7          | 16         | 245    | 147    | +98    | 45     |
| 11.º | Bradford Park Avenue  | 42         | 18         | 9          | 15         | 254    | 175    | +79    | 45     |
| 12.º | Leeds                 | 42         | 20         | 3          | 19         | 258    | 247    | +11    | 43     |
| 13.º | Warrington            | 42         | 17         | 5          | 20         | 198    | 240    | −42    | 39     |
| 14.º | St. Helens            | 42         | 15         | 8          | 19         | 195    | 230    | −35    | 36     |
| 15.º | Liversedge RFC        | 42         | 15         | 4          | 23         | 261    | 355    | −94    | 34     |
| 16.º | Widnes Vikings        | 42         | 14         | 4          | 24         | 177    | 323    | −146   | 32     |
| 17.º | Stockport             | 42         | 12         | 8          | 22         | 171    | 315    | −144   | 32     |
| 18.º | Batley Bulldogs       | 42         | 12         | 7          | 23         | 137    | 298    | −161   | 31     |
| 19.º | Wakefield Trinity     | 42         | 13         | 4          | 25         | 156    | 318    | −162   | 30     |
| 20.º | Huddersfield Giants   | 42         | 10         | 4          | 28         | 194    | 274    | −80    | 24     |
| 21.º | Broughton Rangers     | 42         | 8          | 8          | 26         | 165    | 244    | −79    | 24     |
| 22.º | Rochdale Hornets      | 42         | 4          | 8          | 30         | 78     | 388    | −310   | 16     |

|  | Campeón. |

| Bandera de Inglaterra   |
| Campeón Manningham F.C. |
| Primer título           |